# Tipula baumanni
Tipula baumanni är en tvåvingeart som beskrevs av Gelhaus 2005. Tipula baumanni ingår i släktet Tipula och familjen storharkrankar. Inga underarter finns listade i Catalogue of Life.